# Razmazivanje spektra
Razmazivanje spektra je pojava u spektralnoj analizi koja se javlja kod konačnog broja uzoraka ili konačnog broja segmenata beskonačnog promatranog signala, što se reprezentira kao "curenje" ili "razmazivanje" energije originalnog signala u spektru na druge frekvencije.